# William Davidson (homme politique britanno-colombien)
Pour les articles homonymes, voir William Davidson et Davidson.
William Davidson (17 novembre 1867-après 1912) est un homme politique canadien de la Colombie-Britannique. Il est député provincial travailliste de la circonscription britanno-colombienne de Slocan de 1903 à 1907.

## Biographie
Né dans l'Aberdeenshire en Écosse, Davidson étudie au Nouveau-Brunswick. 
Élu député socialiste avec Parker Williams et James Hurst Hawthornthwaite, le groupe parvient à faire avancer des mesures législatives progressistes en raison de la faible majorité du premier ministre Richard McBride. Parmi celles-ci, la mesure des huit heures de travail par jour pour les mineurs de la province.